# Unos kanoner
Unos kanoner var ett rockband från Borås som bildades i proggrörelsens slutskede. Bandet hade koppling till föreningen Musikhuset, numera Rockborgen.
Medlemmar var Pentti Salmenranta på elgitarr och sång, Björn Särnblom på elbas och sång samt Christian "Grull" Bengtson på trummor och sång. År 1981 kom deras album "Barm...", utgivet på det lokala skivbolaget Knäpp (skivnummer 033-2), med bland annat deras mest kända låt "Sätt benet i halsen på dom borgarjävlarna" som även spelades i radioprogrammet Ny våg i Sveriges Radio P3. Senare utgavs de två kassetterna Popmusik (Studio Urania, 1985) och UK was here (Studio Urania, 1986). På dessa båda inspelningar medverkade även Lars Hagström som gitarrist och sångare.